# Tournée de l'équipe de France de rugby à XV en 1958
Vous lisez un « bon article » labellisé en 2009.
| \| 2. Pretoria 3. Springs 4. Bloemfontein 5. Le Cap 6. Wellington 7. Port Elizabeth 8. East London 9. Durban 10. Johannesburg \| Excepté la première, toutes les étapes de la tournée de l'équipe de France sont en Afrique du Sud. |
| 2. Pretoria 3. Springs 4. Bloemfontein 5. Le Cap 6. Wellington 7. Port Elizabeth 8. East London 9. Durban 10. Johannesburg |

La tournée de l'équipe de France de rugby à XV en 1958 est la première tournée d'une équipe de rugby à XV représentant la France dans une nation du Commonwealth de l'hémisphère Sud,. Elle effectue une tournée en Afrique du Sud en 1958 et termine invaincue de la série de deux test matchs avec une victoire et un nul.
Les Springboks — surnom de l'équipe d'Afrique du Sud — affrontent les Français dans une série historique pour les Bleus — surnom de l'équipe de France — pourtant handicapés par plusieurs absences. Lors du premier test match, la sélection française obtient un nul 3 partout. La tournée est un succès complet puisque, le 16 août 1958, l'équipe de France remporte sa première victoire par 9 à 5 face aux Springboks lors du second test à l'Ellis Park de Johannesburg, sous la conduite de Lucien Mias, le Docteur Pack,. L'équipe de France démontre alors qu'elle peut rivaliser avec les meilleures équipes au monde. Ces bons résultats préfigurent les succès à venir dans le Tournoi des Cinq Nations.

## Historique

### Préambule

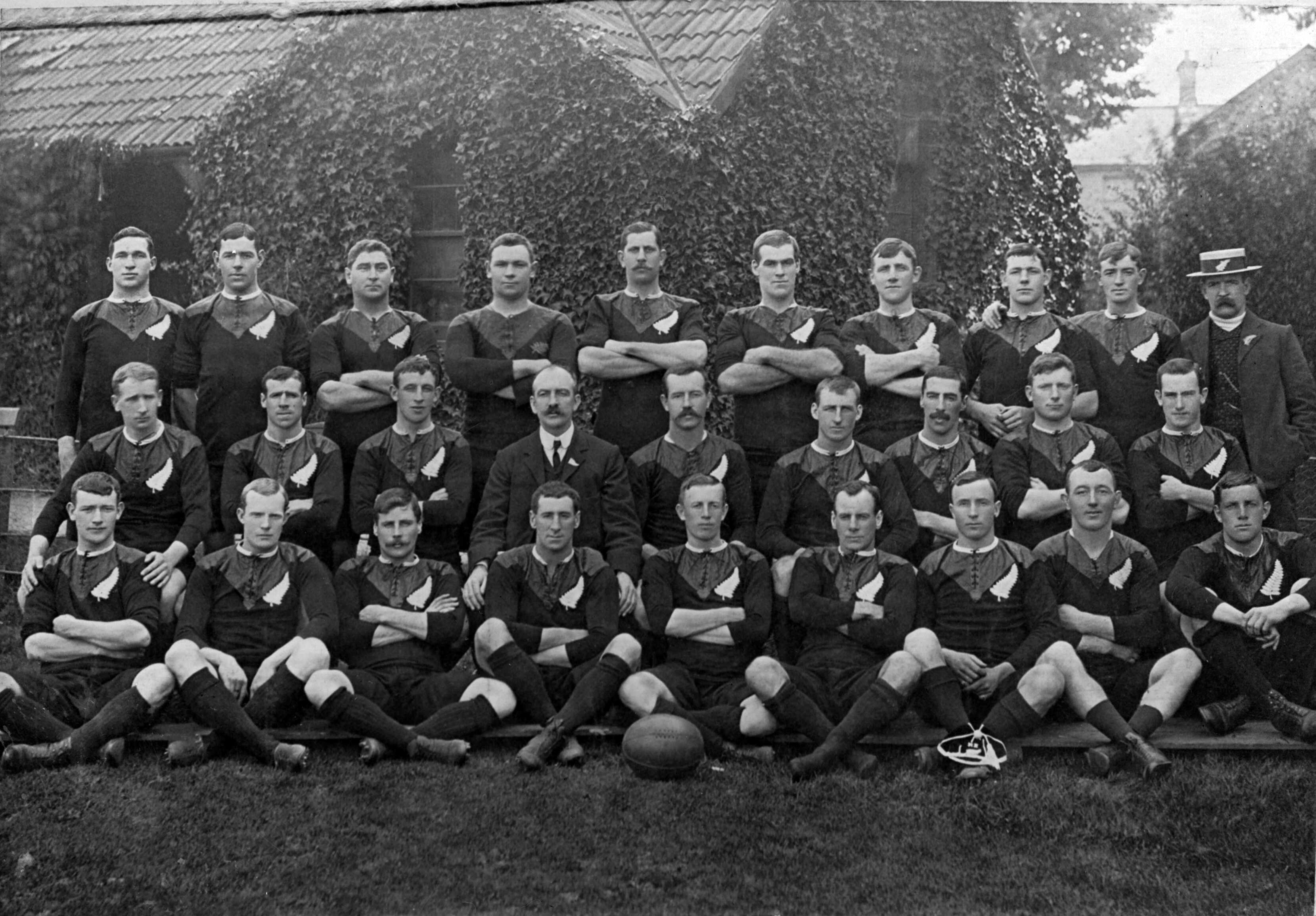
Les All Blacks sont les premiers adversaires des Français.

Le premier match officiel de l'équipe de France de rugby à XV a lieu le 1er janvier 1906, face aux All Blacks — surnom de l'équipe de Nouvelle-Zélande — alors en fin de tournée européenne. La sélection française est admise à disputer le Tournoi des Cinq Nations pour la première fois en 1910. De 1906 à 1914, elle dispute 28 rencontres internationales, mais ne remporte qu'une seule victoire sur l'Écosse le 2 janvier 1911, sur le score de 16 à 15,. En 1931, la France est exclue du tournoi pour des faits de professionnalisme (paiement des joueurs, recrutement inter-clubs) et en raison de son jeu violent lors de certains matchs,,.

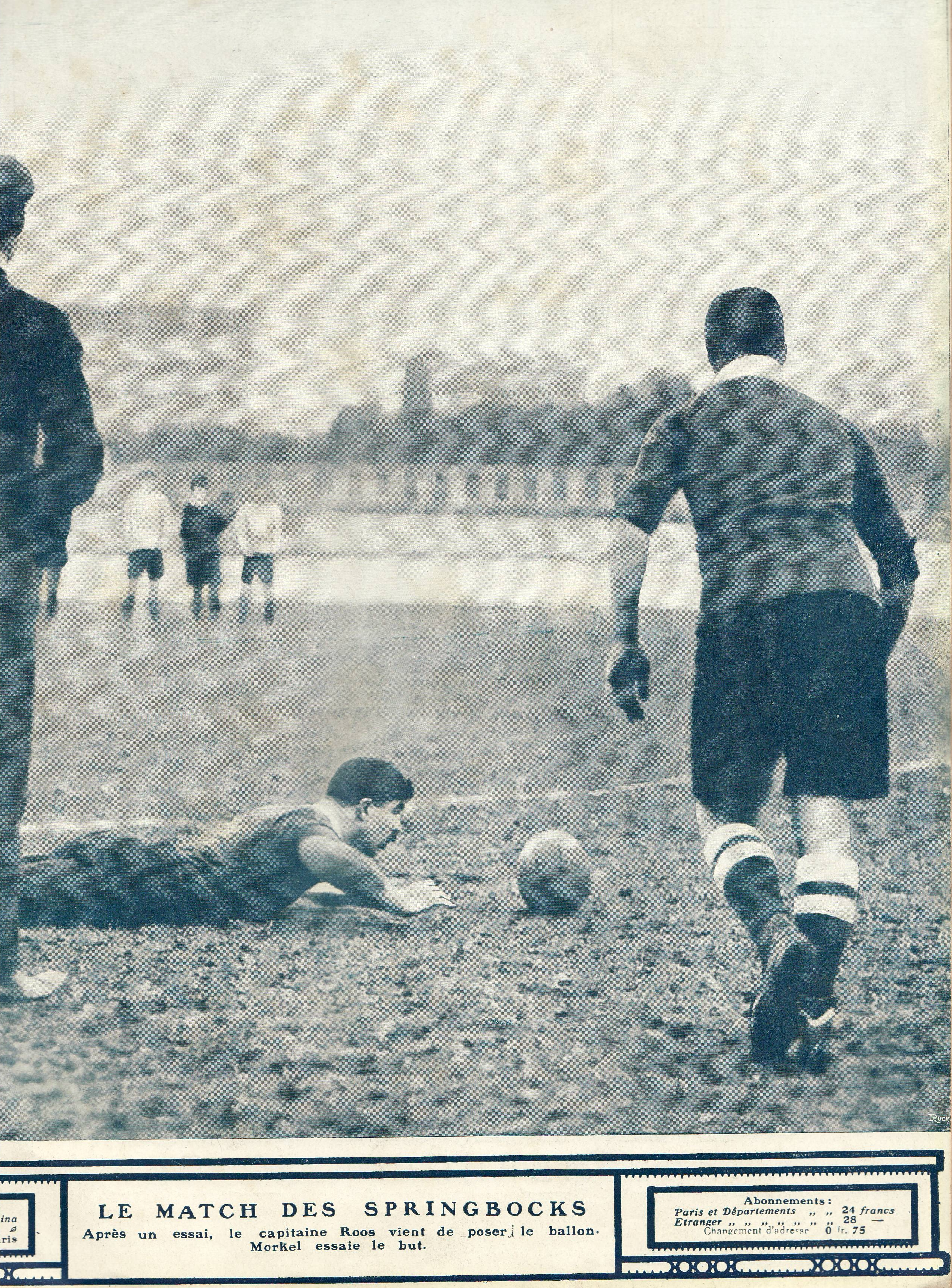
L'équipe d'Afrique du Sud fait un passage à Paris en janvier 1907 à la fin de sa tournée en Grande-Bretagne et en Irlande.

Après la Seconde Guerre mondiale, l'équipe de France reprend les matchs internationaux le 22 décembre 1945 contre le pays de Galles, puis réintègre le Tournoi en 1947. Les performances du XV de France s'améliorent puisque de 1945 à 1950, les Bleus disputent vingt-six matchs et en remportent quatorze. Ils obtiennent ensuite un bilan positif de 1950 à 1958 avec trente victoires pour quarante-neuf matchs disputés. Le 21 février 1948, ils parviennent pour la première fois à battre les Gallois chez eux, à Swansea, sur le score de 11 à 3. Le 24 février 1951, les Français, emmenés par leur capitaine Guy Basquet, battent pour la première fois les Anglais dans leur stade de Twickenham sur le même score. C'est le dernier bastion des Îles britanniques et irlandaises qui tombe,. La première victoire des Français contre les All Blacks a lieu le 27 février 1954,, lors d'une rencontre où Jean Prat, alors capitaine de l'équipe, s'illustre en marquant les trois points de la victoire française. Il est également le capitaine du XV de France qui bat pour la deuxième fois les Anglais à Twickenham en 1955. Cette même année il est porté en triomphe par les Gallois au terme de sa carrière dans le Tournoi. Un journaliste anglais le surnomme alors Mister Rugby.
Cependant, la progression des performances des Français connaît un arrêt lors de la saison 1957 : ils perdent leurs quatre rencontres du Tournoi puis frôlent la défaite face aux Roumains en ne s'imposant que par 18 à 15. Lors du Tournoi de 1958, la France perd ses deux premières rencontres face à l'Écosse et l'Angleterre, avant de battre le pays de Galles à Cardiff et l'Irlande à Paris. Durant cette période, elle remporte également une victoire au stade de Colombes face à l'Australie sur le score de 19 à 0.
De leur côté, les Springboks restent sur une série perdue face aux All Blacks lors de la tournée disputée en Nouvelle-Zélande en 1956 au cours de laquelle ils sont défaits trois fois pour une seule victoire, . Cette défaite, la première dans une série de matchs de tournée depuis 1903, est fatale pour Danie Craven qui est démis de ses fonctions d'entraîneur. Toutefois, il devient le président de la fédération sud-africaine de rugby, le South African Rugby Board, dès avril 1956.

### Premières rencontres de la tournée
| \| 1. Salisbury \| Salisbury en ancienne Rhodésie du Sud, première étape de la tournée. |
| 1. Salisbury                                                                            |

Le 6 juillet 1958, au Bourget, alors qu'il n'est question que de l'exploit des footballeurs, demi-finalistes de la Coupe du monde en Suède, l'équipe française s'embarque dans un avion à hélices affrété par la nation invitante. Les tricolores doivent faire avec les absences de Maurice Prat — absorbé par les festivités du centenaire des apparitions de Lourdes —, mais également d'André Boniface, de Jacky Bouquet — fracture d'une jambe —, de Pierre Albaladejo, d'Henri Domec — blessure au genou en finale du championnat contre Mazamet —, d'Amédée Domenech et de Michel Crauste, resté au chevet de sa femme souffrante. Michel Hoche et Claude Mantoulan sont également indisponibles car ils viennent de partir en Algérie. Les événements qui s’y déroulent ont une autre influence sur l'équipe de France : un communiqué des Forces armées déclare que les « militaires du Centre, André Haget, Jean Dupuis et Jean de Grégorio ne participeront pas avec l'équipe de France de rugby à la tournée en Afrique du Sud, cette tournée n'ayant pas la valeur d'une représentation nationale ». À la suite d'interventions politiques, et malgré ces déclarations, les autres joueurs font néanmoins partie de la tournée. Serge Saulnier, directeur de tournée, écrit une longue lettre à chaque joueur retenu : « C'est la première fois que l'équipe de France est invitée dans un ancien dominion britannique. De la tenue de cette équipe sur le terrain et en dehors découleront sans doute d'autres invitations, d'autres tournées dont profiteront vos successeurs. Je pense que de votre comportement peut dépendre une modification dans le jugement que le peuple sud-africain porte sur la France. À la conférence d'Ottawa, à la fin de la dernière guerre, le représentant sud-africain a déclaré que la France avait cessé d'être une grande puissance. Vous aurez le pouvoir de démontrer que la France est toujours une grande puissance ».
Les espoirs mis sur cette sélection ne sont pas énormes. Les deux équipes ne se sont affrontées qu'à deux reprises en quarante-cinq années et ce sur le sol français. En 1913 lors du Grand Chelem en Europe, les Springboks l'emportent sur la France au Bouscat 38 à 5 et lors de celui de 1951-1952, ils gagnent à Paris 25 à 3 contre la France. La France a donc encaissé soixante-trois points pour huit inscrits. De plus, aucune nation n'a remporté une série de tests sur le sol sud-africain depuis soixante deux ans et la troisième visite des Lions britanniques en 1896.
Le programme proposé aux Français est, selon l'aveu même des techniciens sud-africains, de « dix test-matchs à jouer », programme que nulle équipe au monde n'aurait accepté. C'est ainsi que les Français doivent commencer leur tournée face à la Rhodésie, sélection de la Fédération de Rhodésie et du Nyassaland, qui précède les actuelles équipes de Zambie et surtout du Zimbabwe, et qui a à son palmarès une victoire face aux All Blacks. Quatre jours après le premier test, leur adversaire est une sélection des Western Province, Boland et South Western Districts, provinces que les Lions britanniques ne rencontrent que séparément. Lors de son discours de départ, le président de la Fédération René Crabos déclare : « Les petits, soyez sportifs et bien élevés. Là-bas, c'est tout ce qu’on vous demande. Si vous pouvez aussi gagner un match ou deux, ce sera parfait. Personne ne pourra vous en vouloir d'avoir perdu les autres … »
Le voyage vers l'Afrique du Sud n'est pas de tout repos. L'avion des Français, à la suite de la panne de deux des quatre moteurs, doit se poser à Kano, au Nigeria. Après deux jours passés dans la chaleur et l’inconfort d’un aéroport, l'équipe de France arrive enfin à Salisbury en ancienne Rhodésie du Sud le 8 juillet 1958, pour sa première tournée dans une nation australe du Commonwealth. En effet, la France a déjà voyagé deux fois dans l'hémisphère Sud mais en Argentine lors des tournées de 1949 et de 1954.
Points marqués :
- France : essais de Danos, Celaya, Martine, Rancoule, une transformation et une pénalité de Vannier

Composition des équipes
- Rhodésie : Reynolds, van der Spuy, Jackson, de Bruyn, Meyer, Deysel, Bright, Lategan, McDonald, Jutronich, Boyd, Roebert, Armstrong, van Jaarsveldt (cap.), de Kock[Note 7].
- France : Vannier, Lepatey, Marquesuzaa, Martine, Rancoule, Haget, Danos, Barthe, Carrère, Moncla, Michel Celaya, Mias (cap.), Roques, Vigier, Quaglio.

Trois jours seulement après leur arrivée, les Français doivent affronter leur premier adversaire, la Rhodésie. Le palmarès de celle-ci, une victoire sur les All Blacks en 1949 et une courte défaite 16 à 12 lors de la dernière tournée des Lions britanniques en 1955, convainc les dirigeants français d'aligner leur meilleure équipe. La France l'emporte 19 à 0 en marquant quatre essais, mais l'équipe connaît toutefois ses deux premiers blessés, le capitaine de la tournée, Michel Celaya, pour une entorse du genou et Jacques Lepatey sur une déchirure intercostale. Le lundi suivant, Louis Casaux se fracture la clavicule lors d'un entraînement.
Points marqués :
- Transvaal : essais de Baartman, Schmidt, Sweemer, deux transformations de Geyer, une pénalité de Meyer, un drop de van Zyl
- France : essais de Dupuy (2), Carrère, Stener, trois transformations de Lacaze

Composition des équipes
- Transvaal : Geyer, Estershuizen, Swemmer, O'Reilly, Meyer, van Zyl, Moodsie, van der Heever, Kuhn, Bekker, Baartman, de Jager, Claassen (cap.), Schmidt, de Beer
- France : Lacaze, Rogé, Marquesuzaa, Stener, Dupuy, Martine, Danos, Barthe, Carrère, Echave, Momméjat, Mias (cap.), Roques, Vigier, Quaglio.

Le deuxième match de la tournée se déroule à Pretoria. La France est opposée à une sélection du Nord et Ouest Transvaal. Lors de cette rencontre, le score est ouvert par le demi d'ouverture van Zyl qui réussit un drop-goal. Malgré une énorme domination du pack du Transvaal, les Français réussissent deux essais. Le premier est marqué par Jean Carrère qui reprend dans l'en-but un coup de pied à suivre de l'ailier Lucien Rogé. Puis trois minutes plus tard, c'est Jean Dupuy qui devance les Sud-Africains pour ramasser le ballon à la suite d'un coup de pied de dégagement de Rogé. Avec deux transformations, la France mène désormais 10 à 3. Le capitaine des Springboks Johan Claassen change de stratégie et décide de tester les Français sous les chandelles. Sur la première de celle-ci, Baartman s'empare du ballon et va aplatir dans l'en-but des Bleus. En deuxième mi-temps, une pénalité de Geyer, des essais de Schmidt et Swemmer portent le score à 19 à 10 pour le Transvaal. À un quart d'heure de la fin, Guy Stener franchit la défense dans ses propres vingt-deux mètres puis transmet à Rogé qui file le long de la ligne. Opposé à l'arrière Geyer, celui-ci redonne le ballon à Stener qui marque l'essai, transformé par Lacaze. C'est ensuite Dupuy qui va aplatir entre les poteaux après un service de Stener sur la dernière attaque de la rencontre. Mais Lacaze ne convertit pas cette transformation dans le domaine du réalisable. La France s'incline 19 à 18. Elle perd également quatre autres joueurs, Lucien Mias, double entorse de la cheville, Pierre Lacaze luxation de la clavicule, Louis Echave, poignet fracturé. Pierre Danos, sonné deux fois, passe la nuit en observation à l'hôpital.
Points marqués :
- Eastern Transvaal, Natal et Transvaal : essais de Tweege, Antelme une transformation et deux pénalités Steenekamp.
- France : essais Moncla (2), Lacroix, Rogé, deux transformations de Vannier, Barrière.

Composition des équipes
- Eastern Transvaal, Natal et Transvaal : Smit ; Antelme, Nel, Kaminer, Twegge ; Oxlee, R. Taylor, Pelser, Taylor (cap.), Laing, R. Labuschagne, Steenekamp, Dinkelmann, N. Labuschagne, Klopper.
- France : Vannier, Jean Dupuy, Rancoule, Stener, Rogé, Haget, Lacroix, Barthe (cap.), Baulon, Moncla, Momméjat, Frémaux, Roques, de Grégorio, Barrière.

Le troisième adversaire proposé est, sur le papier, la plus forte sélection de province. Composée de joueurs du Transvaal de l'Est, du Natal et du Transvaal, elle a dans ses rangs les meilleurs trois-quarts du pays. Du côté français, les sélectionneurs sont confrontés à deux contraintes, les blessés, qui limitent les possibilités de choix, et la nécessité de faire tourner. Lors de cette rencontre, les Sud-Africains dominent le jeu de la mêlée, remportant trente-sept mêlées, dont quinze sur introduction française. Le pack français ne parvient à gagner que neuf ballons. Les premiers points de la rencontre sont l'œuvre de François Moncla qui marque un essai à la dix-septième minute. Celui-ci, après avoir percé la défense, adresse un coup de pied pour Lucien Rogé, mais c'est lui qui se trouve à la réception. Michel Vannier réussit la transformation. Huit minutes plus tard, celui-ci doit quitter ses coéquipiers, une jambe désarticulée à la suite d'un plaquage subi sur la ligne d'en-but. Les Français bénéficient alors d'un geste de Peter Taylor, capitaine de la sélection, et en lequel beaucoup de Sud-Africains voient le capitaine idéal des Springboks. Celui-ci propose à son homologue français, Jean Barthe, de faire entrer un remplaçant, qui s'avère être Roger Martine,. La mi-temps est atteinte sur le score de 5 partout, les Sud-Africains égalisant par un essai transformé. Les Français marquent un essai par Pierre Lacroix à la reprise, à la suite d'une manœuvre « lourdaise » en sortie de mêlée. C'est ensuite Rogé qui marque un troisième essai, transformé par Raoul Barrière. À trois minutes de la fin, les Français mènent de deux points, les Sud-Africains réduisant l'écart grâce à une pénalité et un essai. Ceux-ci obtiennent alors une pénalité à vingt-deux mètres des poteaux, pénalité transformée par Steenkamp. Les Sud-Africains mènent désormais 14 à 13. Mais ceux-ci ne se contentent pas de ce score et tentent une dernière attaque. Sur celle-ci, ils perdent la balle, balle qui est ramassée par Rancoule. Celui-ci évite plusieurs adversaires avant de transmettre à Moncla qui marque son deuxième essai de la rencontre. Bien que la transformation ne soit pas réussie, la France l'emporte 16 à 14.
Vannier est envoyé dans une clinique de Johannesburg où il est opéré le lendemain. Sa blessure s'avère être un arrachement complet des ligaments d'un genou. Plâtré, il ne retrouve le groupe français que peu avant la rencontre opposant les Français aux juniors Springboks.
Points marqués :
- Orange Free State : essai de van Niekerk, une transformation et deux pénalités de Botha
- France : essai de Lacroix, Quaglio, une transformation de Celaya, une pénalité de Danos

Composition des équipes
- Orange Free State : Botha, Schreuder, Kirkpatrick, van Niekerk, Kelling, Heigan, Strydom, Meyer, de Wilzen, de Bruyn, Greef, Barichuisen, van Zyl, Schultz, Schonken
- France : Danos, Rancoule, Marquesuzaa, Stener, Lepatey, Haget, Lacroix, Carrère, Celaya, Moncla, Frémaux, Momméjat, Barrière, Vigier, Quaglio

Les Français se rendent ensuite à Bloemfontein pour affronter la sélection de l'Orange Free State. Cette rencontre se termine sur le score nul de onze partout. Les Bleus marquent deux essais par Lacroix et Quaglio alors que les Sud-Africains n'en marquent qu'un seul par van Niekerk. En fin de partie, la France a la possibilité de remporter la rencontre si Michel Celaya réussit la transformation de l'essai de Quaglio. Mais Celaya, à peine remis de son entorse au genou contractée lors du premier match, est de nouveau touché au genou dès la vingtième minute, et, diminué, échoue dans sa tentative de transformation. Outre Celaya, la sélection française compte également deux autres joueurs blessés : Lacroix a une grave entorse de la cheville et Haget souffre d'une distension des ligaments de l'épaule.

### Premier test-match
Points marqués :
- Afrique du Sud : essai de Butch Lochner.
- France : drop de Pierre Danos.

Composition des équipes
- Afrique du Sud : Gerber, Prinsloo, Nel, Rosenberg, Fourie, Kirkpatrick, Strydom, Lochner, van Zyl, Pelser, Claassen (cap.), Steenekamp, du Toit, Van der Merwe, Koch.
- France : Lacaze, Dupuy, Marquesuzaa, Stener, Rancoule, Martine, Danos, Barthe, Carrère, Moncla, Momméjat, Mias (cap.), Roques, Vigier, Quaglio.

Pour le premier test match le 26 juillet 1958 entre les Bleus et les Springboks, les sélectionneurs sud-africains font débuter sept joueurs néo-internationaux, l'équipe a en effet concédé trois défaites pour une victoire dans une tournée sud-africaine en Nouvelle-Zélande en 1956. De plus, les premières rencontres des Français ont convaincu les sélectionneurs sud-africains de construire une équipe capable de perpétuer les valeurs et traditions de son rugby : rudesse et force physique s’appuyant sur les avants. Selon les spécialistes, le pack sud-africain doit dominer son homologue français, considéré comme composé de joueurs farfelus et présentant des faiblesses en mêlée - 37 perdues pour 9 gagnées lors de la victoire de la troisième rencontre.
Sept jours après la défaite concédée à Pretoria contre le Transvaal, les Français alignent trois des blessés de ce match pour le premier test face aux Springboks : Danos, Lacaze et Mias.
Le début de rencontre semble donner raison aux pronostics. Dès la première mêlée, les Français sont sanctionnés d'une pénalité, manquée par le joueur de seconde ligne Steenekamp. La deuxième mêlée est suivie d'une deuxième pénalité, pareillement manquée. Les Français se reprennent et contiennent les avants adverses durant la première demi-heure. C'est le moment où l'attaque française place l'ailier Dupuy en position de débordement. Celui-ci après avoir franchi quarante mètres, est repris à dix mètres de la ligne adverse. Sur le retournement de l'attaque, Momméjat tente un drop-goal. Celui-ci, manqué, permet à l’arrière sud-africain de dégager son équipe. Deux minutes plus tard, les Français libèrent rapidement le ballon d'une mêlée disputée près de la ligne des vingt-deux mètres adverses. La balle échoue dans les bras de Danos, qui du bord de la touche, réussit un drop-goal. La France, à la surprise générale, mène de trois points. Les Français continuent à contenir leurs adversaires, bien aidés par le demi d'ouverture adverse Kirkpatrick qui se contente de taper en touche tous les ballons qui lui parviennent. Le début de seconde mi-temps continue sur le même rythme. Puis Dupuy remonte un nouveau coup de pied de l'ouvreur adverse pour transmettre à Barthe sur les vingt-deux mètres adverses. Celui continue jusqu'à la ligne adverse où il est arrêté. Sur la mêlée ouverte qui suit, Moncla récupère la balle et franchit la ligne adverse mais est repoussé avant de pouvoir s'écrouler dans l'en-but. Danos récupère ensuite le ballon et parvient à marquer. Mais l’arbitre estime qu'une passe a été faite entre un joueur tenu et un de ses coéquipiers, ce qui est interdit, et refuse l'essai. Cependant, sa décision est étonnante : au lieu de donner une pénalité comme le prévoit le règlement, il fait reprendre le jeu par une mêlée.

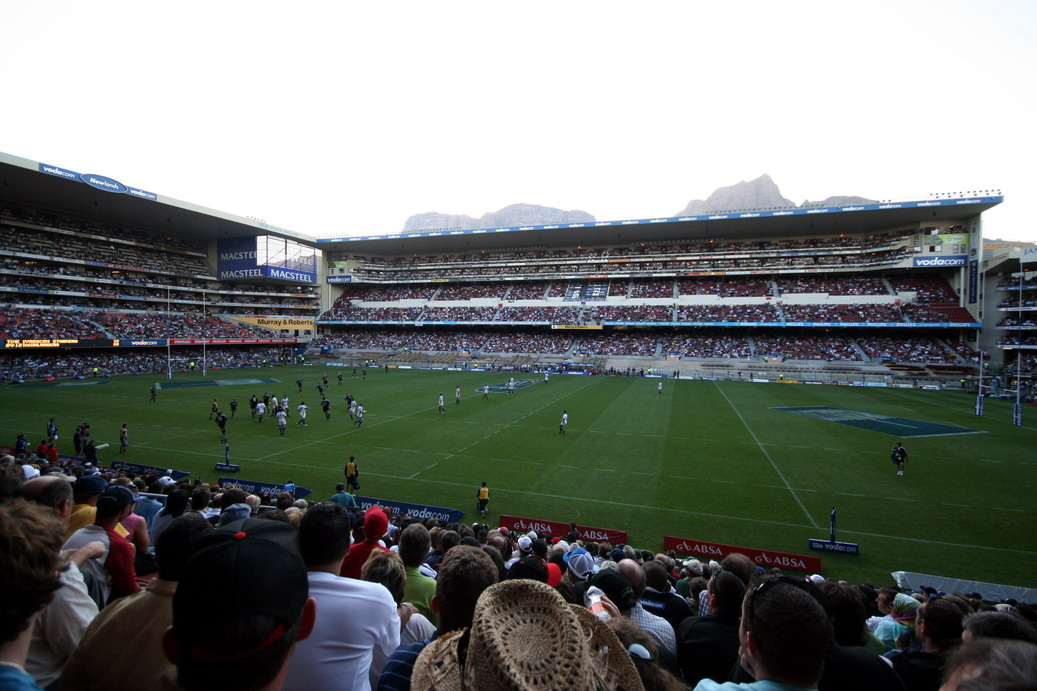
Un match de rugby au stade de Newlands.

Un peu plus tard, les Springboks manquent une occasion à deux contre un face à l'arrière Lacaze, le centre Rosenberg manquant la passe à son ailier. Les Springboks poussent de nouveau et Lochner parvient à échapper à un plaquage pour aller marquer un essai. La transformation est manquée par Steenekamp, le score est alors de trois partout. Le dernier quart d'heure est maîtrisé par les Français, qui se permettent de gagner cinq ballons sur introduction adverse en mêlée. Une dernière attaque semble pouvoir donner la décision aux Français lorsque l'ouvreur Roger Martine tente un drop-goal qui échoue, alors que transmettre le ballon à Rancoule sur l'aile semblait une meilleure solution. Si Martine choisit la tentative de drop c'est parce que Rancoule est incapable de prendre part à l'attaque, diminué par une élongation, blessure que personne, observateurs, public et adversaires, n'a remarquée.
Ce nul est pour les Français une véritable victoire et est ressentie comme une défaite en Afrique du Sud. Neuf joueurs seront changés pour la deuxième rencontre.

### Rencontres entre les test-matchs
Points marqués :
- Western Province : essais de Skene (2), Ackerman, Gillepsie, Lynn, quatre transformations, quatre pénalités et un drop de Wentzell
- France : essai de Carrère, une transformation et une pénalité de Lacaze

Composition des équipes
- Western Province : Steyn, Smit, Skene, Gillepsie, du Preez, Wentzell, Gentles, Lynn, H. van Zyl, P. van Zyl, Pickard, Ackermann, du Toit, B. Van der Merwe, Koch
- France : Lacaze, Rogé, Marquesuzaa, Stener, Jean Dupuy, Martine, Vigier, Baulon, Carrère, Frémaux, Mias, Moncla, de Grégorio, Barrière, Roques[Note 7]

Le mercredi suivant, les Français sont opposés à une sélection de trois provinces, la Western Province, le Boland et le South Western Districts. Cette sélection se voit confier la restauration de l'honneur sud-africain. Son capitaine, Jan Pickard, est convaincu de posséder une équipe « plus forte que celle des Springboks et elle sera surtout plus habile à la manœuvre ». Elle est composée de dix Springboks, dont quatre d'autant plus revanchards qu'ils ont participé au test match du Cap (van Zyl, du Toit, Van der Merwe et Koch).
La France doit de nouveau composer avec les blessures et les repos nécessaires. C'est ainsi que le talonneur Robert Vigier se retrouve demi de mêlée. Barthe est mis au repos, tout comme Momméjat. Rancoule et Quaglio sont exemptés pour blessures. Parmi les quinze joueurs alignés, sept disputent leur cinquième rencontre de la tournée. Très vite, l’issue de la rencontre est déterminée, les Sud-Africains menant 22 à 0 au bout d’une demi-heure de jeu. Après Ackermann qui ramasse une balle tombée entre les deux demis français pour aller marquer l’essai soixante mètres plus loin, les Sud-Africains ajoutent quatre essais transformés ainsi que quatre pénalités et un drop. Les Français sauvent l’honneur en marquant un essai par Jean Carrère, transformé par Pierre Lacaze qui réussit également une pénalité.
Après cette rencontre, les Français font un constat : leurs attaques, reposant sur la rapidité et les qualités d'évitement de leurs demi d’ouvertures et de leurs trois-quarts, ne surprennent plus les Sud-Africains. De plus, ceux-ci récupèrent un grand nombre de ballons sur les placages de ces joueurs. Comme après la défaite de la troisième rencontre qui voit Vigier se faire confier la réorganisation de la mêlée, c’est le Lourdais Roger Martine qui donne la nouvelle voie à suivre pour les arrières. La technique est désormais de transmettre le plus rapidement possible la balle vers l'aile, le demi d'ouverture et les centres devant transmettre dans la foulée et en retrait le ballon au coéquipier suivant. L'arrière s'incorpore ensuite à la ligne d'attaque. Deux joueurs se retrouvent ainsi opposés au seul ailier adverse.
Points marqués :
- Juniors Springboks : deux pénalités de Coetze, un drop de Vincent
- France : essai de Dupuy, transformation de Lacaze

Composition des équipes
- Juniors Springboks : Coetze, Antelme, Bridger, Kaminer, Twegge, Vincent, Lockyear, P. Taylor, Cunningham, A. Labuschagne, Allen, Schmidt, Kuhn, Wessels, Edwards[Note 7]
- France : Lacaze, Rogé, Martine, Stener, Jean Dupuy, Haget, Marquesuzaa, Frémaux, Carrère, Momméjat, Mias, Barthe, Roques, Vigier, Quaglio[Note 7]

Les Juniors Springboks ne sont pas, comme pourrait le laisser penser le nom de leur équipe, une sélection de jeunes joueurs. En fait, c'est la véritable réserve des Springboks, avec des joueurs postulant ainsi à une place pour le second test.
La nouvelle tactique d'attaque des Français fonctionne dès le premier mouvement amorcé, seule une dernière passe manquée à l'ailier Dupuy prive les Français d'un essai. Celui-ci arrive à la huitième minute : la deuxième tentative d'utilisation de cette attaque libère l'arrière Pierre Lacaze qui perce la défense avant de transmettre à Dupuy qui peut aller aplatir entre les poteaux. L'essai est transformé par Lacaze. Une nouvelle tentative voit le coup de pied à suivre de Lacaze échapper à Dupuis en raison du ballon glissant, la rencontre se disputant sous la pluie.
Au niveau des avants, la tension monte entre les deux packs, bien alimentée par l'arbitre Lammie Louw. Celui-ci, selon les Français, favorise trop ses compatriotes. Coetze transforme une des nombreuses pénalités qui lui sont offertes pour réduire l'écart à 5 à 3, score à la mi-temps. De plus, l’arbitre manque d'autorité dans les regroupements,. À la suite d'un nouvel incident, les Français, sous l'impulsion de Lucien Mias, décident alors de faire eux-mêmes la police. C'est ainsi que le deuxième ligne Allen se retrouve sur une civière à la trentième minute. Revenu au jeu, il voit son compatriote et capitaine Peter Taylor l'imiter après un quart d'heure en seconde mi-temps. Trois essais de Carrère, Rogé et Martine sont ensuite refusés. Puis un nouvel incident se produit. Les Français jouent une touche dans les vingt-deux mètres adverses, touche qui est captée par Carrère. Après avoir traversé la largeur du terrain, la balle parvient dans les mains de Dupuy qui déborde son vis-à-vis pour aller aplatir entre les poteaux. Lacaze réussit la transformation lorsqu'un policier pénètre sur le terrain, désignant le juge de touche. Celui-ci, qui n'a rien signalé au moment du lancer en touche précédent, déclare désormais que le lancer aurait dû être sud-africain. L'arbitre use d'une nouvelle règle apparue en 1958 qui lui permet de revenir sur la validation d'un essai sur avis d'un juge de touche dont il n'a pas tenu compte auparavant. Les Français subissent de nombreuses pénalités qui permettent à Coetze de porter le score à 9 à 5.
Les Français essuient une sévère campagne de presse. Pour sa part, le journaliste (et écrivain) de L'Équipe Denis Lalanne publie dans le quotidien Cape Times : « J'ai peur que nous ne parlions le même langage. Les Français ont joué au Crusaders Ground un admirable jeu d'attaque mais cela ne leur valut que d'être traités comme de pâles voyous par l'arbitre et par une certaine partie du public. À tel point que je me demande vraiment ce qu’ils sont venus faire dans ce pays ». Dans le camp français, Lucien Mias déclare vouloir rentrer en France. Le directeur de la tournée française lance l'un de ses innombrables ultimatums : « Si les placages à retardement ne cessent pas, je fais arrêter la tournée ». Une entrevue entre Saulnier et Craven règle finalement l'incident qui menaçait de prendre de l’ampleur.
Points marqués :
- Border, Eastern Province : essai de Selley, pénalités de Gerber et Cunningham
- France : essais de Carrère, Moncla, Frémaux, Marquesuzaa, deux transformations de Lacaze.

Composition des équipes
- Border, Eastern Province : Gerber, Nelson, du Toit, Howe, Selley, Vincent, Saywer, Moll, Schonken, Allen, Staples, Cunningham, Holton, Pretorius, Edwards[Note 7]
- France : Lacaze, Rogé, Martine, Marquesuzaa, Jean Dupuy, Haget, Danos, Barthe, Carrère, Momméjat, Frémaux, Celaya Mias, Barthe, Roques, de Grégorio, Quaglio[Note 7]

Pour le huitième match de la tournée, l'équipe de France enregistre le retour de son ancien capitaine, Michel Celaya. Celui-ci, blessé une première fois au genou lors de la première rencontre, puis une seconde fois lors de son retour pour le match nul face à l'Orange Free State, a besoin de jouer pour postuler à une place pour le deuxième test. Mais son essai est non concluant : au bout de dix minutes, le genou craque à nouveau et Celaya doit abandonner ses coéquipiers. Le capitaine sud-africain, Cunningham, comme l'avait fait Peter Taylor lors de la troisième rencontre, propose aux Français de le remplacer. C'est François Moncla qui entre . Les Français continuent leur jeu basé sur l'offensive. Bien que menés 9 à 5 après une heure de jeu (après un essai de Carrère transformé par Lacaze), ils marquent alors trois essais par Moncla, Frémaux et Marquesuzaa, ce dernier sur interception. La France l'emporte finalement sur le score de 16 à 9. La rencontre, après les violences de la rencontre précédente, se déroule dans un bon esprit.
Points marqués :
- Universitaires : deux essais de Labuschagne (2) et un de Meyer ; deux transformations et une pénalité Coetzee.
- France : essais, Rogé (2), Moncla, Frémaux, Roques, Barrière, quatre transformations et un drop-goal de Lacaze, un drop-goal de Danos.

Composition des équipes
- Universitaires : Steyn, du Preez, Rosenberg, van Niekerk, Coetzee, Jacobs, Lockyear, C. Labuschagne, H. Meyer, Laing, Gooser, Snyder, O'Connell, Malan, van Zyl.
- France : Lacaze, Dupuy, Marquesuzaa, Stener, Rogé Haget, Danos, Quaglio, Barthe, Moncla, Mias (cap.), Frémaux, Roques, de Grégorio, Barrière.

Le dernier adversaire proposé aux Français avant le deuxième test-match est une sélection universitaire. Les sélectionneurs sud-africains laissent ainsi une dernière possibilité de postuler à une place pour le deuxième test-match en décidant d'annoncer leur sélection après cette rencontre. Les sélectionneurs français sont de nouveau obligés de composer avec les blessures. Quaglio passe flanker pour suppléer Jean Carrère, ce qui oblige ainsi Roques à jouer son huitième match de la tournée. Le centre Marquesuzaa se trouve également dans la même situation. La France voit toutefois le retour de son capitaine Lucien Mias.
En début de rencontre, le centre Wilf Rosenberg, présent au premier test du Cap et postulant à celui de Johannesburg, se blesse sur un placage de Marquesuzaa. Le centre sud-africain doit sortir sur une civière. Lucien Mias permet alors au capitaine sud-africain de faire entrer un remplaçant.
La rencontre tourne vite à l'avantage des Français. Ceux-ci marquent un premier essai entre les poteaux par François Moncla, à la suite d'une interception, aussitôt transformé par Pierre Lacaze. Les universitaires égalisent grâce à un essai de Labuschagne, à la suite d'une interception d'une passe entre Dupuis et Haget. Puis la France marque un nouvel essai par l'intermédiaire de Frémaux qui conclut entre les poteaux une initiative de Stener. Après un retour vers l'intérieur, l'action de celui-ci est relayée par l'ensemble de l'attaque française pour aboutir dans les mains de Frémaux, alors que celui-ci a encore de nombreux coéquipiers disponibles. Roques, par un nouvel essai transformé par Lacaze peu avant la mi-temps, porte le score à 18 à 5. En seconde mi-temps, les Bleus continuent leurs offensives et marquent trois nouveaux essais, deux de Rogé et un Barrière. La France l'emporte finalement 36 à 12.

### Second test-match
Points marqués :
- Afrique du Sud : un essai de Loftie Fourie transformé par Mickey Gerber.
- France : une pénalité de Lacaze, un drop de Lacaze et un drop de Roger Martine.

Composition des équipes
- Afrique du Sud : Gerber, Prinsloo, Kaminer, Skene, Fourie, Nel, Gentles, Lochner, Schmidt, Ackermann, Claassen (cap.), Pickard, du Toit, Malan, Koch.
- France : Lacaze, Dupuy, Marquesuzaa, Martine, Stener, Haget, Danos, Barthe, Carrère, Moncla, Momméjat, Mias (cap.), Roques, Vigier, Quaglio.

Le deuxième test match se déroule le 16 août à l'Ellis Park de Johannesburg. Pour celui-ci, le choix des sélectionneurs français est limité, dix-huit joueurs seulement sont encore valides, onze avants et sept arrières. Parmi ces valides, le centre Martine souffre toujours de l'aine gauche et le troisième ligne Barthe est encore gêné par une angine. L'arrière Pierre Lacaze reçoit une piqûre de novocaïne avant la rencontre, puis une seconde à mi-temps. Le jour du match, le talonneur Robert Vigier est victime d'un vertige lors de l'échauffement mais il dispute toutefois la rencontre. Le diagnostic établira quelques jours plus tard que c'est un infarctus du myocarde.
Les Springboks sont invaincus dans une série de test matches se déroulant sur le sol sud-africain depuis une tournée des Lions datant de 1896. Pour rester invaincus, ils doivent prendre une revanche après le nul du premier test, résultat qu'ils considèrent comme une défaite. L'équipe bâtie pour cette mission repose sur huit joueurs de la sélection de l'Ouest, qui a battu la France 38 à 8. Deux autres ont triomphé de la France à Pretoria, lors de la deuxième rencontre de la tournée. Les cinq autres joueurs furent présents lors du premier test.
La tension entourant la rencontre est au maximum. Un journal titre « le sang coulera samedi à l'Ellis Park »,. Pour le choix de l'arbitre de la rencontre, celui des Français se reporte sur Chris Ackermann qui a arbitré la première rencontre face à la Rhodésie. Étant originaire de la même province du Boland que les trois joueurs de la première ligne des Springboks, il est mieux placé que quiconque pour connaître leurs ficelles. Le choix s'avère pertinent, avec un arbitrage qui ne souffre aucune discussion.
Le début de rencontre est conforme à ces annonces. Le pilier Alfred Roques est plaqué sans ballon par le seconde ligne Jan Pickard. Cependant, les Français ne se laissent pas intimider. Ils sont d’ailleurs les premiers à ouvrir le score, à la quinzième minute, sur une pénalité butée par l'arrière Pierre Lacaze. L'égalisation des Springboks survient dix minutes plus tard. Dans ses propres trente mètres, le demi d'ouverture Jeremy Nel s'engage dans la défense française et évite son vis-à-vis André Haget. Après des transmissions à Kaminer puis Skene, le ballon arrive dans les bras de l'ailier Loftie Fourie. Celui-ci, sur le bord de la touche, parvient à éviter le plaquage de Lacaze pour aplatir dans l'en-but,. L'arrière Mickey Gerber réussit la transformation pour donner deux points d'avance à ses couleurs. Peu avant la mi-temps, les Français sont proches de reprendre la tête au tableau d'affichage en deux occasions. La première survient à la trente-cinquième minute, lorsque l'arrière Gerber parvient à sauver in extremis son camp sur un coup de pied à suivre que Haget tape depuis les vingt-deux Sud-Africains. La seconde tentative est le fruit d'un exploit de Jean Barthe. Celui-ci se voit confier le ballon sur le bord de touche au niveau de la ligne médiane, il s'engage face à la défense adverse qu'il réussit à franchir. À quelques mètres de la ligne, il se voit opposé à trois Springboks qui protègent leur en-but. Barthe essaye de franchir ce dernier rempart en se jetant. L'arbitre, dans le doute, ne peut accorder l'essai et la mi-temps est sifflée sur le score de 5 à 3.
À la reprise, malgré une forte pression du pack sud-africain, les Français continuent de résister. La pression dure une vingtaine de minutes. Durant cette période, Barthe réussit son deuxième exploit de la rencontre. Une attaque des Sud-Africains permet à l'ailier Jan Prinsloo de déborder son vis-à-vis Jean Dupuy, handicapé par une blessure au genou. L'essai semble assuré lorsque Barthe arrive sur le côté et parvient à pousser l'ailier en touche. Celui-ci libère toutefois le ballon dont Martine s'empare. Sous la pression, il doit transmettre le ballon à Barthe. Celui-ci reçoit la pression debout. Sur la mêlée ouverte qui s'ensuit, la balle est gagnée par les Sud-Africains qui l'expédient vers l'aile opposée. Cette fois, ce sont Marquesuzaa et Stener qui parviennent à mettre un terme à l'attaque adverse. Sur une touche dans les vingt-deux mètres adverses, le deuxième ligne Bernard Momméjat s'empare de la balle ; après une transmission de Danos, le ballon échoue dans les bras de Lacaze qui réussit un drop-goal. Les Français mènent désormais la rencontre par un point d'avance. À sept minutes de la fin, c'est le trois-quarts centre Roger Martine qui ajoute trois nouveaux points grâce à un nouveau drop. Malgré les derniers efforts des Springboks, le score de 9 à 5 en faveur des Bleus ne varie plus.
Lors de cette rencontre, Lucien Mias joue, selon Denis Lalanne, « un match comme on n'en joue qu'un dans une vie ». Plus tard, Robert Vigier déclare à propos de la prestation de son capitaine : « Il fut si grand cette fois-là que je m'arrêtais de jouer pour l'admirer ». La presse sud-africaine le qualifie de « the best international forward ever to be seen in South Africa » — en français : « le meilleur avant international ayant jamais joué sur le sol sud-africain ». Or, la veille de la rencontre, Denis Lalanne le croise dans un couloir de l'hôtel, complètement saoul car le capitaine de l'équipe de France vient de boire une demi-bouteille de rhum pour soigner les sinus.

## Aspects techniques

Formation 3-4-1

Les premières rencontres, et tout particulièrement la troisième, montrent un déficit des ballons obtenus en mêlée par les Français. Les deux capitaines Michel Celaya et Lucien Mias sont blessés, ils confient la charge de l'entraînement des avants au talonneur de l'AS Montferrand Robert Vigier. Celui-ci enseigne les vertus de la mêlée dite 3-4-1 aux avant français.
La première leçon est d'assimiler le fait que la mêlée est affaire de neuf joueurs, les huit de la mêlée et le demi de mêlée. L'implication de ces neuf hommes est indispensable. Le demi doit bien se baisser lors de l'introduction, pour que tous ses coéquipiers puissent parfaitement voir le ballon. Pour favoriser le travail du talonneur, le pack doit effectuer une poussée vers l'avant, synchronisée avec l'introduction. La jambe droite du talonneur est alors sur la trajectoire du ballon. Le ballon, désormais entre le pied gauche du pilier gauche et le talonneur, est dirigé ensuite directement à gauche du seconde ligne gauche. La sortie est protégée par le flanker gauche. Cela facilite une libération rapide. Cette rapidité permet de prendre un temps d'avance sur la défense adverse, défense menée par les troisièmes lignes adverses.
La deuxième évolution tactique apprise par les Français lors de cette tournée se situe au niveau des arrières. Après la défaite des Bleus 38 à 8 lors du sixième match à Wellington, il devient évident que les centres français sont devenus la cible des défenseurs sud-africains, les contraignant souvent à lâcher la balle, ce qui procure des occasions à leurs adversaires. Roger Martine se voit confier la responsabilité des arrières pour inculquer quelques notions du jeu pratiqué au FC Lourdes. Comme pour la mêlée, le changement consiste d'abord en un changement de mentalité. Jusqu'alors, le rôle de demi d'ouverture est de fixer la défense des troisièmes lignes adverses en allant les affronter sur la ligne d'avantage, afin de permettre aux centres de pouvoir défier en un contre un leurs adversaires. La technique de Martine consiste à faire parvenir le plus rapidement possible le ballon possible sur l'aile, où l'arrière s'intercale pour donner l'avantage du nombre. Le demi d'ouverture et les centres doivent transmettre dans la foulée au joueur suivant. Pour assurer la transmission, Martine préconise l'utilisation de la passe en cloche, proscrite par tous les éducateurs de rugby à XV, au détriment de la passe sèche qui a l'avantage d'accélérer le jeu. Pour éviter l'interception, la passe doit se faire en arrière. L'accélération produite par le receveur au moment où il se saisit de la balle lui permet de fixer l’adversaire. Les centres fixés, l'arrière s'intercale ce qui permet de jouer un deux contre un face à l'ailier adverse. Cette attaque est possible car les troisièmes lignes sud-africains n'ont pas l'habitude d'une défense au large. Cette technique a aussi l'avantage de mieux protéger les centres des placages adverses.

## Groupe de la tournée
C'est un événement non prévu qui est le ciment d'une équipe que personne n'attend et que tout le monde voit battue face aux Springboks. L'avion qui emmène les Français en Afrique du Sud doit se poser en urgence à Kano au Nigéria. Pendant deux jours, les Français vivent dans une mission catholique irlandaise. Les joueurs, loin de tout, apprennent à se connaître. Après un premier ultimatum de son manager Serge Saulnier, qui menace de ne pas disputer le premier match de la tournée, le XV de France arrive enfin à destination,.
Paradoxalement, le second élément fondateur de cette tournée réside dans les blessures qui s'abattent rapidement sur le groupe. Dès la première rencontre, le deuxième ligne et capitaine de la tournée Michel Celaya se fait une entorse du genou, tandis que l'ailier Jacques Lepatey souffre d'une déchirure intercostale. Les deux joueurs font le retour sur le terrain lors de la quatrième rencontre, mais Celaya rechute au bout de vingt minutes. Il finit tout de même le match diminué par les douleurs au genou. Lors de sa troisième rencontre, il quitte de nouveau ses coéquipiers après dix minutes. Pour sa part, Lepatey quitte le groupe après ce match, victime d'une appendicite aiguë. Auparavant, le groupe perd également Louis Casaux qui se fracture la clavicule à l'entraînement. Celui-ci, malgré sa blessure, reste dans le groupe durant toute la tournée. La visite des hôpitaux sud-africains continue lors des jours suivants, avec en point d'orgue la blessure de Michel Vannier dont les ligaments croisés du genou arrachés. Chaque jour, l'un de ses coéquipiers lui envoie des nouvelles par courrier jusqu'à ce qu'il rejoigne le groupe avant la rencontre face à la réserve des Springboks.
Cette solidarité se concrétise sur le terrain. Des joueurs insuffisamment remis de leurs blessures n'hésitent pas à se déclarer aptes aux rencontres suivantes : Pierre Danos, malgré un coma de trois heures après la rencontre de Pretoria, dispute le premier test, tout comme Pierre Lacaze, qui termine ce même match de Pretoria avec une luxation de la clavicule. Cette solidarité se manifeste plus sûrement encore lors de la rencontre la plus violente de la tournée face à l'équipe B des Springboks. Alors que les Français proposent un jeu d'attaque, ils se voient imposer un jeu physique et dangereux, avec notamment de nombreux placages à retardement. Les Français s'étonnent de l'attitude de l'arbitre et après un nouveau mauvais coup sur le talonneur Robert Vigier, ils se révoltent sous l'impulsion de leur capitaine.
Quand le pilier Alfred Roques, de Cahors, est félicité pour avoir joué sans un mot neuf des dix matches de la tournée, il répond : « Bah ! quand on ne travaille pas, c'est facile ! » . Pour la première fois, des joueurs de rugby français se consacrent uniquement, le temps de cette tournée de six semaines, au rugby : entraînement quotidien. Pour un travailleur de force comme Alfred Roques qui est employé municipal dans le civil, cela s'apparente presque à des vacances.
Le tableau suivant présente les vingt-sept joueurs français qui participent à cette tournée,. Initialement, le capitaine est Michel Celaya, mais après sa blessure, c'est son coéquipier de la deuxième ligne Lucien Mias qui prend le brassard de capitaine. L'encadrement est assuré par Serge Saulnier (directeur de tournée), assisté de Marcel Laurent (adjoint).

## Résultats complets
Le programme proposé aux Français est, selon l'aveu même des techniciens sud-africains, de « dix test matchs à jouer », programme que nulle équipe au monde n'aurait accepté. Les résultats ne sont donc pas comparables à ceux de la tournée de la Nouvelle-Zélande en 1905-1906 ou à celle de 1924-1925 ponctuée de trente-deux victoires sur trente-deux. Les adversaires ne sont pas les mêmes, des sélections provinciales solides, et l'Afrique du Sud est en 1937 ou en 1949, l'une des meilleures formations au monde, si ce n'est la meilleure.

## Résultats des test-matchs
Le tableau suivant récapitule les résultats de l'équipe de France contre les équipes nationales. Les Springboks sont invaincus dans une série de test matchs se déroulant sur le sol sud-africain depuis une tournée des Lions datant de 1896. En s'imposant dans la série une victoire et un nul à rien, les Français réalisent donc une performance d'importance mondiale.
| No | Date            | Lieu                                       | Match                   | Score | Compétition |
| -- | --------------- | ------------------------------------------ | ----------------------- | ----- | ----------- |
| 1  | 26 juillet 1958 | Newlands (Le Cap) - Afrique du Sud         | Afrique du Sud – France | 3 – 3 | 1 essai à 0 |
| 2  | 16 août 1958    | Ellis Park (Johannesburg) - Afrique du Sud | Afrique du Sud – France | 5 – 9 | 0 essai à 1 |

## Contexte politique
La lettre adressée par Serge Saulnier aux joueurs de la tournée les met au courant de la réalité politique : « la ségrégation entre Blancs et Aborigènes ou Asiatiques est totale. Il n'est pas question de parler à un Noir dans la rue, d'accoster une Noire ou même de lui sourire. C'est la prison, sans phrases. Et le président de la South African Rugby Board m'a prévenu que dans un cas semblable, il ne pourrait absolument rien faire pour arrêter le cours de la justice sud-africaine ».
Sur les terrains, cette ségrégation se matérialise par des tribunes réservées aux Noirs. C'est de celles-ci que les Français reçoivent le plus grand soutien. Ainsi, lors du premier test, le drop de Pierre Danos atterrit dans une tribune des Noirs, à leur plus grande joie. Tout au long de la tournée, ce soutien est constant, comme lors de la rencontre de Port Elizabeth où le public noir s'oppose aux supporters blancs qui huent les Français.
Ce soutien s'explique car le rugby à XV est un des symboles les plus évidents de l'apartheid : l'équipe des Springboks n'est composé que de Blancs, sans aucun Noir, métis ou Indien.
À partir de 1906, quatre ans seulement après la seconde guerre des Boers qui a divisé le pays opposant les « Afrikaners » aux « Coloniaux britanniques », les Springboks rassemblent les deux parties autour d'un maillot, d'une cause : battre les équipes de rugby à XV britannique et irlandaise, les Lions, et plus tard les équipes australes de Nouvelle-Zélande et d'Australie.
Le rugby va progressivement devenir l'apanage de la communauté afrikaner dès les années 1920 et la langue afrikaans s'imposer comme langue de travail à égalité avec l'anglais dès 1930. Parallèlement, les étudiants originaires de l'université afrikaner de Stellenbosch vont dominer les sélections provinciales (Transvaal) et internationales. En 1958, l'éducation de tout bon Sud-Africain blanc passe invariablement par le rugby, et la majorité noire assimile le rugby au pouvoir blanc.

## Aspect financier

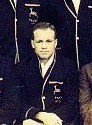
Danie Craven.

Le rugby à XV est un sport amateur en 1958. La rémunération et le dédommagement des joueurs est un sujet très sensible, le schisme entre le rugby à XV et le rugby à XIII a toujours raidi la position de l'International Rugby Board (IRB).
Le coût du déplacement et du séjour est pris en charge par la fédération de la nation hôte, une gratification modique est donnée aux joueurs. Chaque joueur reçoit de la fédération sud-africaine la somme de trois livres sud-africaines et demie en guise d'argent de poche, soit quatre mille deux cent anciens francs. C'est le revenu d'une semaine d'un ouvrier noir, l'envoi d'une carte postale coûte par exemple cent vingt francs.
Le président de la fédération sud-africaine de rugby à XV, South African Rugby Board, Danie Craven, et promoteur de la tournée, craint que la tournée ne soit pas un succès populaire et donc financier. La France n'a pas encore un grand palmarès susceptible de remplir les stades.
Les résultats des Français dans les premières rencontres rendent très vite ses craintes infondées. Les frais seront largement couverts par le grand nombre de spectateurs payants (plus de 300 000). Lors du premier test, au Newlands du Cap, les spectateurs patientent toute la nuit dans la file d'attente pour obtenir l'une des 50 000 places disponibles.